# شلالات كاترسكيل (لوحة)
شلالات كاترسكيل (بالإنجليزية: Kaaterskill Falls)‏ هي لوحة زيتية عام 1826 على قماش للرسام البريطاني الأمريكي توماس كول، مؤسس مدرسة نهر هدسون. وهي تصور شلالات كاترسكيل في شمال ولاية نيويورك.